# Haloxylon ammodendron
Espèce
Classification phylogénétique
Synonymes
- Anabasis ammodendron
- Arthrophytum ammodendron Litw.
- Arthrophytum haloxylon Litw.
- Haloxylon pachycladum M.Pop.
- Haloxylon aphyllum (Minkw.) Iljin.

Haloxylon ammodendron est un arbre de la famille des  Chenopodiaceae en classification classique, de la famille des Amaranthaceae en classification phylogénétique.  Avec deux autres espèces du genre Haloxylon, il porte le nom vernaculaire de saxaoul ou saxaul : Haloxylon aphyllum (Saxaoul noir) et Haloxylon persicum (Saxaoul blanc). 
C’est un arbuste dicotylédone aux feuilles réduites avec des épines vertes.
Endémique de l'Asie centrale, son aire de répartition suit une bande s'étendant de la mer Caspienne jusqu’au Xinjiang en Chine.
Il a donné son nom à une espèce de moineau de ces régions : le Moineau des saxaouls.

## Description

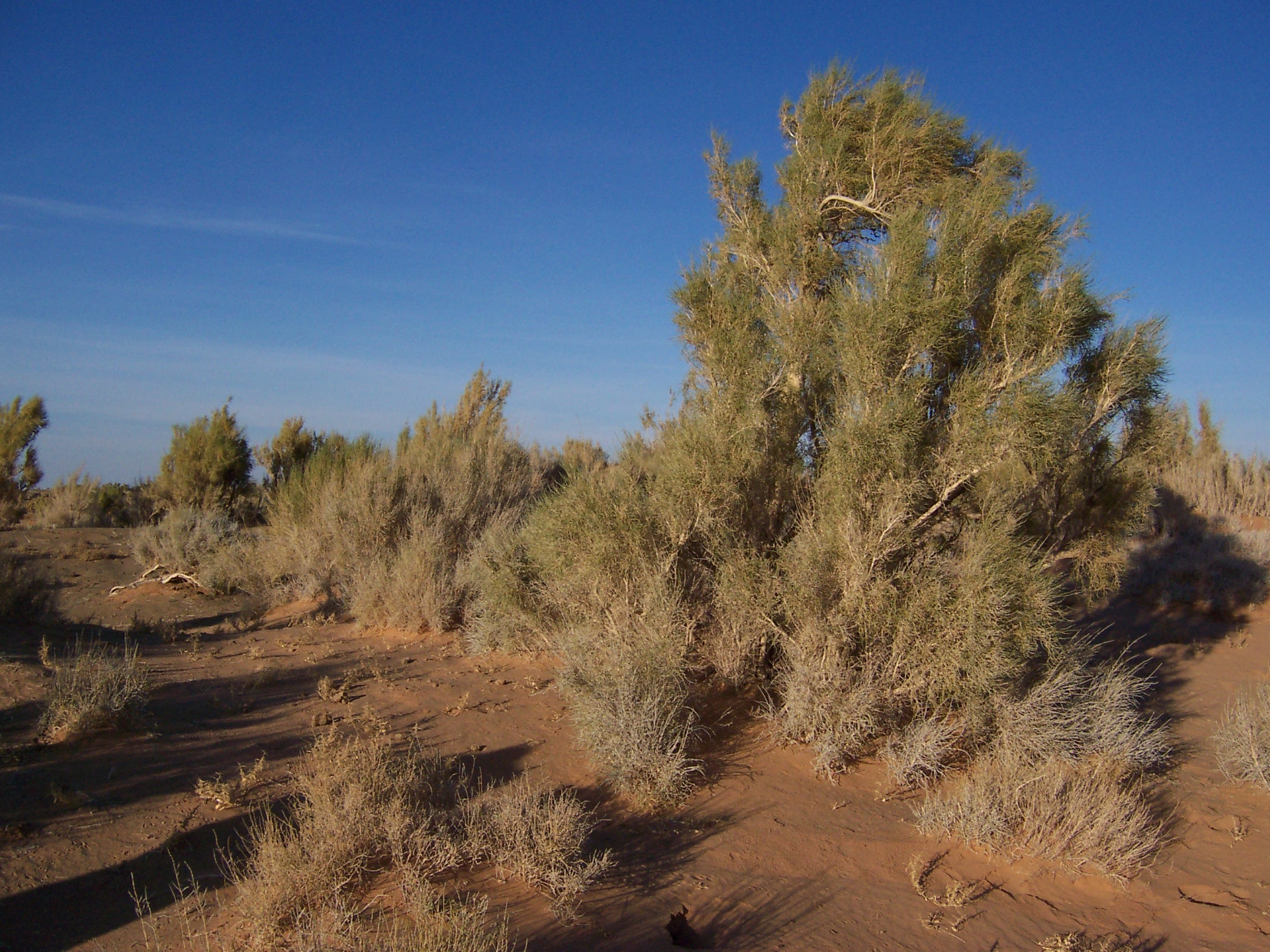
Un saxaoul.

C'est un arbuste sempervirent d'environ 2 m de haut qui peut atteindre 9 m de haut, à l'écorce gris clair, aux feuilles squamiformes. L'éclosion des fleurs, petites, a lieu entre avril et juin. Les fruits, des utricules vert foncé, apparaissent en septembre et contiennent des graines noires.
Il possède des racines profondes et succulentes lui permettant de prospérer dans des environnements arides, salins ou sablonneux.
Le bois est grossier et gorgé d'eau. Sa densité est telle que dans l'eau il coule. Cependant, les branches des jeunes arbres sont vertes et pendantes.
La densité moyenne de cette espèce est de 400 à 500 représentants par hectare. 
En Mongolie, les forêts de saxaouls occupent 25,3 % de l'espace forestier.

## Distribution
On le trouve dans les déserts arides et salés de l'Asie Centrale, particulièrement dans la région du Turkestan et à l'est de la Mer Caspienne, mais également dans le désert de Gobi et dans les déserts iraniens. Il est le plus souvent regroupé en "forêts".

## Utilité et fonction

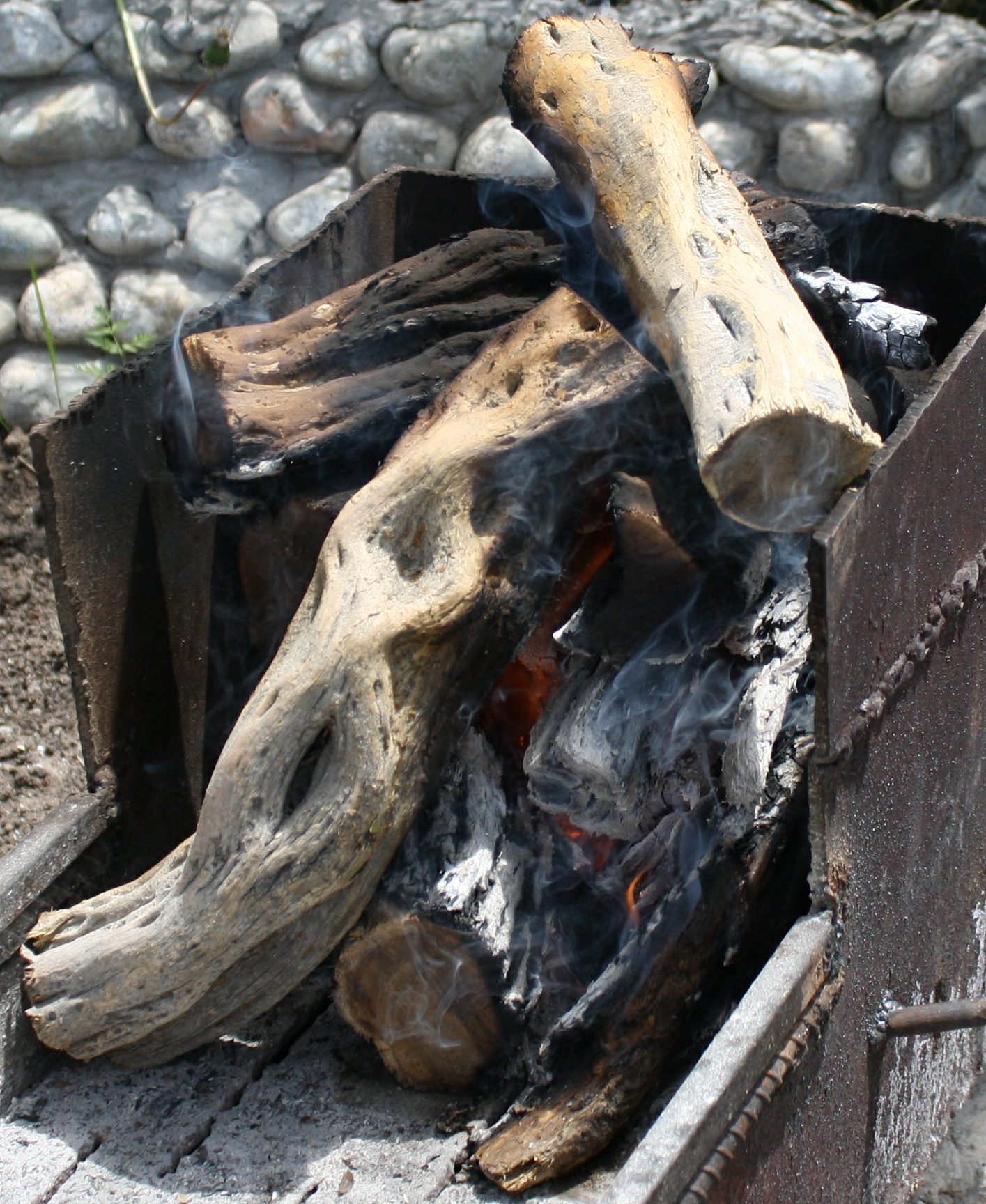
Feu de saxaoul.

Le saxaoul possède tout d'abord une utilité naturelle : il joue un rôle primordial dans la prévention de la dégradation et de l'érosion des dunes de sable grâce à ses racines  qui s’enfoncent très profondément dans le sol. De plus, les forêts de saxaouls diminuent l’intensité et le danger lié aux tempêtes de sable.
Il constitue également la ressource essentielle en bois de chauffage et de construction pour les abris permanents ou temporaires.
De plus, il est indispensable à la présence de troupeaux d'animaux dans le désert.
Le saxaoul est planté à grande échelle avec d'autres arbustes dans l'Aralkum, le lit asséché de l'ancienne mer d'Aral. Sa résistance au sel et au sable lui permet de pousser dans de telles conditions, et ses racines profondes permettent d'empêcher la dégradation rapide du sol, qui provoque sinon des tempêtes de sable et de poussière toxiques.
En août 2020, le Kazakhstan annonce le bilan de deux ans de plantation : cinq millions de saxaouls ont été plantés pour une dépense de 1,7 M$. Depuis le début des plantations dans les années 1980, 190 000 ha ont été restaurés.
Le Programme des Nations unies pour le développement aide à la plantation de saxaouls avec le Karakalpakstan en Ouzbékistan.
En pratique, un fin sillon est creusé avec un tracteur, puis des graines de saxaoul y sont semées tous les dix mètres. Lorsqu'ils arrivent à maturité, leurs propres graines permettent la pousse dans l'espace interstitiel.
Depuis novembre 2022, des nouvelles populations de saxaouls sont plantées autour du Désert du Taklamakan en Chine, dans le cadre d'un projet de muraille verte qui vise à contenir l'expansion de ce désert.

## Causes de la disparition des Saxaouls

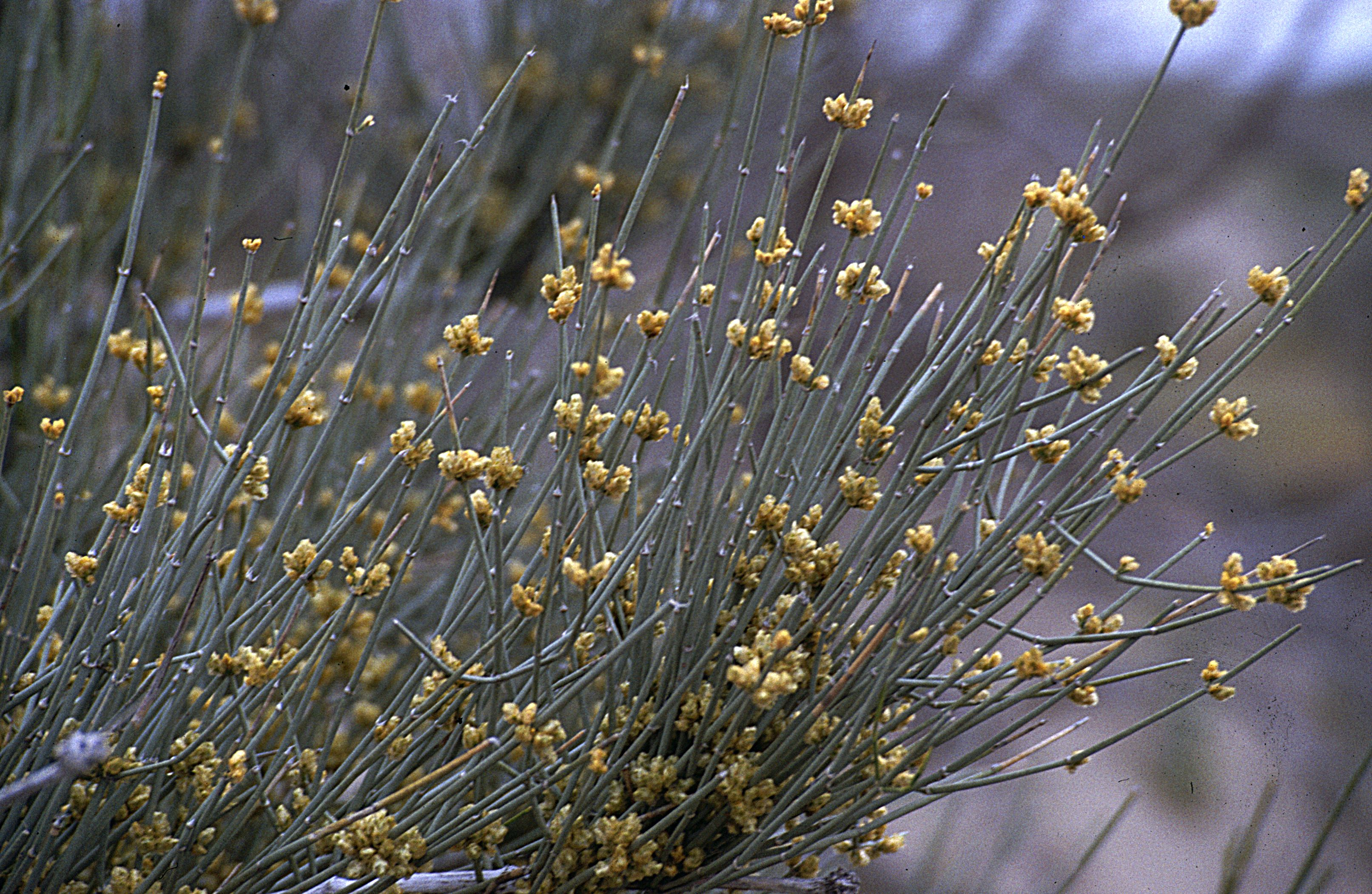
Détail de l'extrémité d'un saxaoul en fleurs.

Déjà inscrit comme en danger d'extinction, le Saxaoul fait maintenant face à une pression supplémentaire car il est utilisé comme carburant pour combattre la crise de l'énergie de l'Asie Centrale de 2008.
Le Saxaoul fait l’objet d’une interdiction de coupe au Kazakhstan, bien qu'il soit possible d'obtenir des dérogations.
Le Saxaoul est atteint d'une maladie fongique due à Erysiphe saxaouli. Des fleurs blanches ou cendrées et à petites taches témoignent de la présence de ce parasite. Dans certains cas, la maladie est tellement développée que les arbres semblent recouverts d'une couche de cendre.
Le 31 juillet 2019, à la suite de la visite au Kazakhstan du ministre français des finances, Orano, la principale société française d'exploitation de l'uranium, obtient l'autorisation de détruire, près de la ville de Suzak, une forêt de 366 hectares de saxaouls, officiellement interdits à la coupe en 2015  dans le but d'y construire une mine.

## Autres références
- http://www.eurasianet.org/departments/insight/articles/pp011308.shtml. Retrieved on 2008-03-07.
- ^ Farangis Najibullah (January 13, 2008). "Tajikistan: Energy shortages, extreme cold create crisis situation". EurasiaNet.
- ^ Huang PX. (2000), No-irrigation vegetation and its restoration in arid area., Beijing: Science Press.